# Magic Carpet
Magic Carpet je simulátorem kouzelníka na létajícím koberci, který v roce 1994 vydala softwarová společnost Bullfrog Productions. Hra je určena pro operační systém MS-DOS a běží v rozlišení 320×240 s možností přepnutí do hi-res módu (640×480 – pouze datadisk Magic Carpet: Hidden Worlds a Magic Carpet 2). Pro svůj běh vyžaduje minimálně procesor Intel 80386DX (s matematickým koprocesorem) a 8 MB operační paměti. Je jednou z prvních her, která propagovala procesory Intel Pentium – pokud hra běžela na počítači s tímto procesorem, zobrazovalo se po titulní obrazovce logo Intel Pentium Inside. Hra byla distribuována ve dvou podobách – na CD a na disketách, přičemž disketová verze postrádala úvodní videosekvenci.
Hra také jako jedna z mála podporovala přilbu VFX1 pro simulaci virtuální reality a zobrazení herního prostředí pomocí stereogramů.

## Příběh
Ve hře se stanete kouzelníkem na létajícím koberci. Vaším úkolem je obnovit rovnováhu v celkem 50 světech, které narušilo mocné kouzlo velkého čaroděje, jenž se snažil ukončit válku mezi znepřátelenými kouzelníky. V každém ze světů je vaším úkolem nashromáždit určené množství many, pro jejíž získání je nutné zabíjet monstra a ničit zámky ostatních kouzelníků. Doba hraní jednotlivých levelů se může protáhnout až na několik hodin, přičemž v jejich průběhu lze ukládat pozici klávesami alt+S a nahrát uloženou pozici alt+L.

## Náplň hry
Hra je založena na principu sbírání many, kterou obsahuje každý živý tvor s výjimkou obyvatel vesnic a příšer, které vykouzlil některý z čarodějů. Samotnou manu potřebují kouzelníci pro sesílání kouzel, kterých je k dispozici celkem 24. S náročností kouzel stoupá také požadavek na množství many, kterou musí kouzelník v daném okamžiku mít. Manu ve hře zobrazují koule různé velikosti, přičemž jejich vlastnictví některým z kouzelníků symbolizuje jejich barva (neutrální mana na zlatou barvu, mana hráče bílou, mana jiné barvy náleží některému z ostatních kouzelníků). Manu si kouzelník přivlastní obarvením pomocí jednoho ze základních kouzel. Pro shromažďování many se používá hrad, který má celkem sedm úrovní, jenž se liší velikostí a kapacitou. Hrad první úrovně tvoří pouze věž, po upgrade na druhou úroveň přibudou čtyři okolní věže, které po dalším upgrade spojí hradby. Tento cyklus se opakuje až do sedmé úrovně. V každé sudé úrovni vám s věžemi přibude i balón, který slouží pro sběr many.

## Bestiář
Ve hře se objevuje celkem 13 druhů monster, z nichž má každý své charakteristické vlastnosti. Patří mezi ně opice, vosy, krabi, draci, jezdci na emu, džinové, griffinové, krakeni, kostlivci, trollové, orli, červi či nejsilnější wyverni.

## Kouzla
Ve hře je k dispozici celkem 24 různorodých kouzel, kterými lze mj. ve velké míře ovlivňovat prostředí jednotlivých světů. Mezi nezbytná kouzla patří obarvování many, fireball či zámek, velké oblibě se těší meteor, zemětřesení, bouře blesků nebo armáda kostlivců.

## Magic Carpet: Hidden Worlds a Magic Carpet Plus
Edice Magic Carpet Plus obsahovala datadisk Hidden Worlds, který obsahoval dalších 25 levelů. V některých z nich vystřídala zelené louky sněhová pokrývka.

## Magic Carpet 2: Netherworlds
O rok později se na trhu objevilo úspěšné pokračování, které hráče oslovilo zejména vynikající atmosférou nočních levelů a systémem několikaúrovňových kouzel. Společnost Bullfrog však byla donucena distributorem Electronic Arts vydat hru dříve, než se ji podařilo vyladit do finální podoby. Toto vyústění projektu přimělo hlavního návrháře Bullfrogu Petera Molyneuxe ukončit s Electronic Arts spolupráci.

## Novější hry které se inspirovaly (remake)

### Arcane Worlds
Hra Arcane Worlds se Magic Carpetu velmi podobá a její autoři se netajili tím, že byl 2 díl Magic Carpet jejich vzorem. Arcane Worlds je nyní stále ještě ve vývoji, ale jejího vývoje se už teď může kdokoliv zúčastnit v rámci platformy Steam kde je předprodukční verze dostupná k testování a připomínkování. Více zde http://store.steampowered.com/app/269610/